# 烏巴湖
57°40′N 26°35′E / 57.667°N 26.583°E

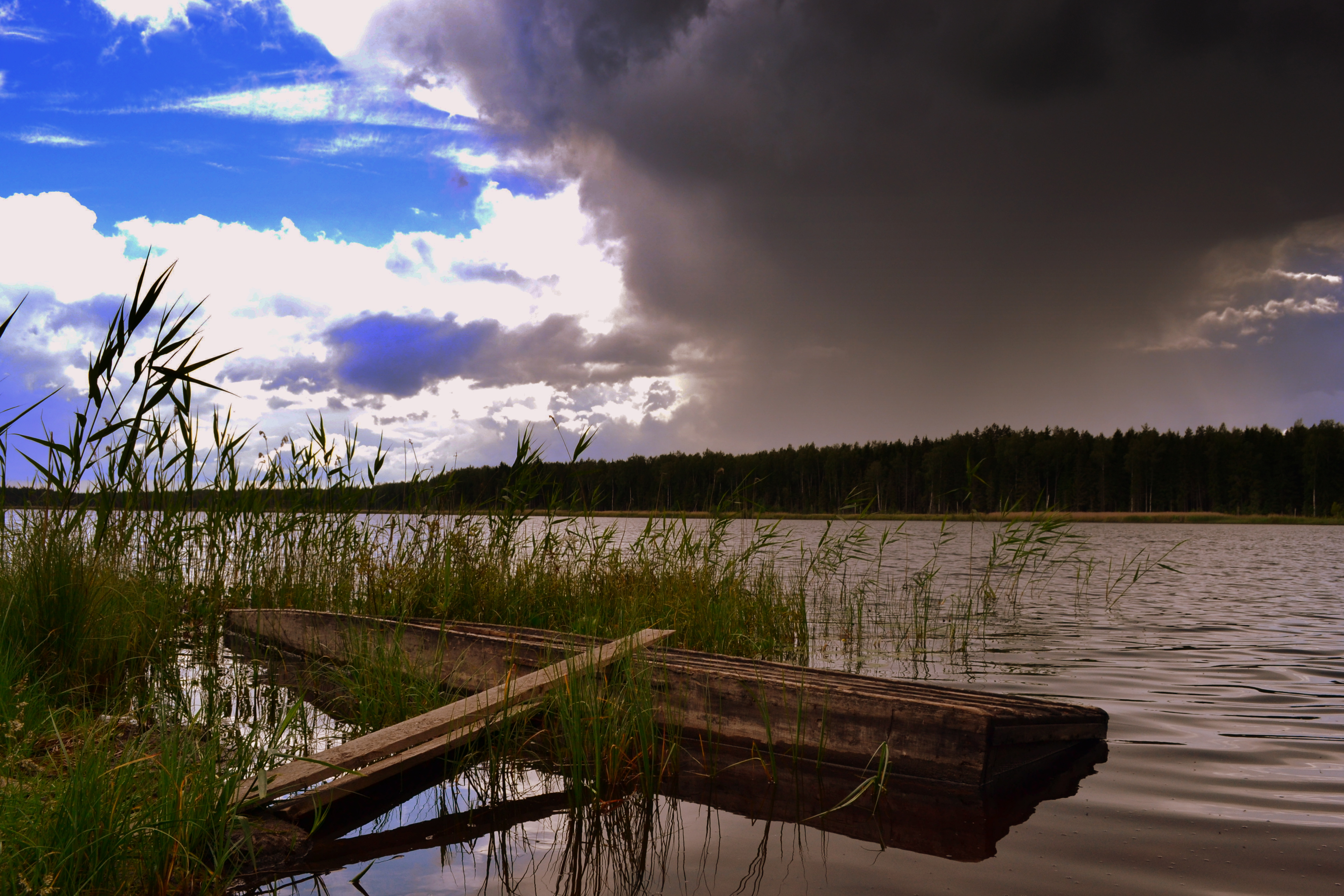
烏巴湖

烏巴湖，是愛沙尼亞的湖泊，位於該國東南部，由沃魯縣負責管轄，長1.6公里、寬0.4公里，面積0.4平方公里，海拔高度72米，平均水深1.5米，最大水深2.1米。